# Victor W. Marek
Victor W. Marek, dawniej Wiktor Marek (ur. 22 marca 1943) – polski matematyk i informatyk zajmujący się głównie teoretyczną informatyką i logiką. Od 1983 roku pracuje w USA jako profesor zwyczajny.

## Życiorys
W roku 1960 ukończył Liceum im. Gen. K. Świerczewskiego w Warszawie. W latach 1960–1964 studiował na Wydziale Matematyki i Fizyki Uniwersytetu Warszawskiego uzyskując tytuł magistra matematyki. Doktoryzował się w 1968 na podstawie rozprawy O modelach permutacyjnych teorii mnogości bez indywiduów napisanej pod kierunkiem Andrzeja Stanisława Mostowskiego. Habilitował się w roku 1972 w Uniwersytecie Warszawskim na podstawie rozprawy On the metamathematics of impredicative set theory.
- W roku akademickim 1970/1971 przebywał w Uniwersytecie Utrechtskim, Utrecht, NL, jako post-doctoral researcher w zespole profesora D. van Dalena.
- W latach akademickich 1967/1968 i 1972/1973 do 1975/1976 pracował w Instytucie Matematycznym Polskiej Akademii Nauk.
- W latach akademickich 1979/1980 i 1982/1983 pracował w Instytucie Wenezuelskim Badań Naukowych.
- W roku 1976 został docentem w Instytucie Matematyki Uniwersytetu Warszawskiego.
- W roku 1983 został mianowany profesorem zw. Informatyki w Uniwersytecie Stanu Kentucky, Lexington, USA.
- W roku akademickim 1989/1990 pracował w Uniwersytecie Cornell, Ithaca, NY jako profesor wizytujący.
- W roku 2001/2002 wizytował Uniwersytet Kalifornijski w San Diego, CA.

## Uczniowie
V. Wiktor Marek był promotorem wielu prac magisterskich oraz 16 rozpraw doktorskich. Doktoryzowali się pod jego kierunkiem:

- Vernon K. Bumgardner,
- Małgorzata Dubiel-Lachlan,
- Waldemar W. Koczkodaj,
- Roman Kossak,
- Adam Krawczyk,
- Tadeusz Kreid,
- Witold Lipski (informatyk),
- Roman Murawski,
- Joseph Oldham,
- Andrzej Pelc,
- Inna Pivkina,
- Zygmunt Ratajczyk,
- Michał Sobolewski,
- Marian Srebrny,
- Paweł Traczyk,
- Zygmunt Vetulani.

Wszyscy ci badacze pracowali w uniwersytetach polskich, amerykańskich, francuskich bądź kanadyjskich.

## Dorobek naukowy
Otrzymał nagrodę im. W. Sierpińskiego przyznana przez Polskie Towarzystwo Matematyczne oraz nagrodę III Wydziału Polskiej Akademii Nauk.

### Matematyka
Profesor Marek zajmował się szeregiem dziedzin Podstaw Matematyki a w szczególności kombinatoryką nieskończoną, metamatematyką teorii mnogości, hierarchią konstruowalną, arytmetyką II rzędu, teorią klas Kelley-Morse oraz uogólnioną teorią rekursji. W szczególności wykazał niesprzeczność tzw. Hipotezy Fraisse'go o teoriach drugiego rzędu liczb porządkowych przeliczalnych pokazując, że jest to konsekwencja aksjomatu konstruowalności Gödla. Wraz z Marianem Srebrnym studiował własności tzw. luk (ang. gaps) w hierarchii konstruowalnej.

### Informatyka
Profesor Marek zajmował się logicznymi podstawami informatyki. We wczesnych latach 1970. nawiązał współpracę z prof. Zdzisławem I. Pawlakiem (1926-2006), z którym następnie badał, wprowadzone przez Pawlaka, pojęcie systemu informacyjnego. W konsekwencji tych badań nad systemami informacyjnymi oraz zainteresowań Pawlaka klasyfikacją obiektów, zostało wprowadzone przez Pawlaka pojęcie zbiorów przybliżonych (ang. rough sets). Pojęcie to studiowane było dalej wspólnie przez Marka wraz z Pawlakiem. Następnie pojęcie zbiorów przybliżonych było i jest dalej badane przez liczne grono badaczy w wielu państwach świata. Pojęcie to okazało się być istotne w związkach informatyki ze statystyką, algebrą uniwersalną i kombinatoryką. W dziedzinie logik niemonotonicznych (grupie logik związanych ze sztuczną inteligencją) Marek badał szczególnie tzw. logikę domniemań (ang. default logic) wprowadzoną przez R. Reiter'a oraz logikę autoepistemiczną (ang. autoepistemic logic) R. Moore’a. Badania te doprowadziły do wprowadzenia formy programowania logicznego nazywanej Answer Set Programming, intensywnie badanej w Europie i Stanach Zjednoczonych. W szczególności, wraz z M. Truszczyńskim, Marek wykazał, że problem istnienia modeli stabilnych dla programów logicznych zdaniowych jest NP-zupełny. Dla programów dopuszczających dowolne symbole  funkcyjne, Marek (wraz z A. Nerode i J. Remmelem) wykazał, że analogiczny problem jest Sigma-1-1 zupełny.

## Publikacje
Marek jest autorem ponad 180 prac naukowych w dziedzinie podstaw matematyki i podstaw informatyki. Jest też edytorem licznych tomów prac konferencyjnych oraz autorem czterech książek:
1. Logika i Podstawy Matematyki w Zadaniach (wspólnie z Januszem Onyszkiewiczem)
2. Analiza Kombinatoryczna (wspólnie z W. Lipskim)
3. Nonmonotonic Logic - Context-dependent Reasoning (wspólnie z M. Truszczyńskim)
4. Introduction to Mathematics of Satisfiability

## Funkcje edytorskie
- Fundamenta Informaticae
- Central European Journal of Mathematics (Open Mathematics)
- Journal of Applied Logic
- Transactions on Rough Sets